# مارك تشيشولم
مارك تشيشولم (بالإنجليزية: Mark Chisholm)‏ هو لاعب اتحاد الرغبي أسترالي، ولد في 18 سبتمبر 1981 في جلادستون في أستراليا.

## وصلات خارجية
- مارك تشيشولم عل موقع إسبنسكروم (الإنجليزية)
- مارك تشيشولم على موقع ItsRugby.co.uk (الإنجليزية)